# サンティアゴ・ソーサ
- サンティアゴ・ソサ

サンティアゴ・ソーサ（Santiago Sosa, 1999年5月3日 - ）は、アルゼンチン・ブエノスアイレス州ラ・プラタ出身のサッカー選手。ラシン・クラブ所属。ポジションはMF。

## クラブ経歴
2008年にCAリーベル・プレートのユースアカデミーに入所。2018年にトップチームに昇格。9月29日のCAラヌース戦でプロデビュー。同年はコパ・リベルタドーレス2018で優勝を経験。2019年にはユース世代のアルゼンチン代表での活躍で、6月にエヴァートンFCへの移籍の可能性が報じられるも、物別れで終了。同年は国内カップ戦コパ・アルヘンティーナで優勝を経験した。
2021年2月12日、アトランタ・ユナイテッドFCと契約したことが発表された。

## 代表歴
2019年に南米ユース選手権にU-20のアルゼンチン代表で出場し、準優勝。2019 FIFA U-20ワールドカップにも出場した。